# Tropicus mikolaseki
Tropicus mikolaseki – gatunek chrząszcza z rodziny różnorożkowatych i podrodziny Heterocerinae.

## Taksonomia
Gatunek ten opisany został po raz pierwszy w 2019 roku przez Stanislava Skalickiego. Jako lokalizację typową wskazano okolice Buena Vista w boliwijskim departamencie Santa Cruz. Epitet gatunkowy nadano na cześć Tomáša Mikoláška, przyjaciela autora opisu.

## Morfologia
Chrząszcz o ciele długości od 2,4 do 2,85 mm, w całości bladobrązowym.
Głowa jest drobno punktowana i gęsto porośnięta szczecinkami. Trójkątny nadustek ma szeroko zaokrąglony szczyt. Warga górna ma kształt migdału, delikatnie ziarenkowaną i porośniętą przemieszanymi szczecinkami drobnymi, przylegającymi i dłuższymi, sterczącymi powierzchnię oraz drobnopiłkowany wierzchołek. Proste i ostre żuwaczki mają niewciętą, opatrzoną szeregiem ząbków prostekę. U samca na grzbietowej stronie żuwaczki obecny jest wyrostek z pojedynczym zębem i szeregiem mocnych kolców na przedzie; u samicy wyrostków grzbietowych żuwaczki brak. Piłkowane czułki buduje dziewięć prostokątnych członów. 
Przedplecze jest lekko ku przodowi zwężone, o zaokrąglonych kątach i drobno, regularnie ziarenkowanej oraz porośniętej żółtawymi, półwzniesionymi szczecinkami powierzchni. Tarczka jest trójkątna, spiczasto zakończona. Pokrywy są niewciśnięte przy tarczce, ale z ukośnymi wciskami barkowymi dochodzącymi do ⅓ ich długości, u samca z pięcioma, czasem zatartymi bruzdami podłużnymi, u samicy bez bruzd. Powierzchnia pokryw ma bardzo drobne ziarenkowanie i punkty dwukrotnie większe od omatidiów. Epipleury nie są wygraniczone listwą. Spód ciała jest bardzo drobno ziarenkowany i skąpo porośnięty szczecinkami. Linie zabiodrzy są niepełne. Samiec ma Y-kształtne spiculum gastrale.

## Rozprzestrzenienie
Owad neotropikalny, endemiczny dla Boliwii, znany z departamentów Santa Cruz i Cochabamba.